# Gustav Slamečka
Gustav Slamečka, též Gustáv Slamečka (* 5. června 1959 Nitra), je ekonom, manažer a politik. Od května 2009 do července 2010 byl ministrem dopravy ČR ve Fischerově vládě. Jednalo se o historicky prvního ministra ČR, který nastoupil do funkce bez českého občanství (tehdy byl státním příslušníkem Slovenské republiky, české státní občanství získal později). V letech 2019 až 2023 byl velvyslancem ČR v Jižní Koreji.

## Osobní a profesní život
V roce 1982 absolvoval Fakultu ekonomiky služeb a cestovního ruchu Vysoké školy ekonomické v Banské Bystrici (titul Ing.). Roku 1996 postgraduálně studoval v Czech Management Center Čelákovice (titul MBA), následující rok pak pokračoval na University of Pittsburgh s profilací na management a účetnictví (titul MBA).
V roce 1984 nastoupil do funkce vedoucího odboru v Jednotě Nitra. V letech 1987–1992 působil ve funkci regionálního vedoucího Slovenské obchodní inspekce se sídlem v Nitře. Poté byl ředitelem společnosti Intergames, s.r.o., Nevada, s.r.o., v Bratislavě (1992–1994). V roce 1996 nastoupil do ABN-AMRO Bank jako kreditní analytik. Zde vystřídal další řídící pozice. V letech 2007–2009 za působení ministra dopravy Aleše Řebíčka působil na pozici ředitele Státního fondu dopravní infrastruktury SFDI (fakticky podléhal Řebíčkovu 1. náměstkovi Jiřímu Hodačovi). Roku 2009 se stal nejdříve náměstkem ministra dopravy a po pádu Topolánkovy vlády na jaře 2009 byl navržen ODS do pozice ministra dopravy České republiky, kterým byl jmenován 8. května 2009. Ministrem byl až do jmenování nové vlády v červenci 2010.
Protože byl v době působení ve funkci ministra dopravy ČR z pozice ředitele Státního fondu dopravní infrastruktury pouze uvolněn, vrátil se v červenci 2010 do této pozice. Dne 22. června 2011 byl zvolen předsedou představenstva společnosti ČD Cargo a zároveň rezignoval na post ředitele SFDI. Na funkci předsedy představenstva ČD Cargo rezignoval 2. října 2012, z vedení společnosti odchází k 8. říjnu. Po nástupu do ČD Cargo dobrovolně zveřejnil podrobné a úplné majetkové přiznání.[zdroj⁠?!]
V listopadu 2019 se stal velvyslancem ČR v Jižní Koreji. Diplomatická mise mu skončila na konci srpna 2023. Ministerstvo zahraničních věcí ČR se rozhodlo ho na další diplomatickou misi již neposílat, i když se s ním původně počítalo jako s novým velvyslancem ČR v Dánsku (měl už k tomu všechny potřebné dokumenty včetně souhlasu dánské strany).
Je svobodný, bezdětný. V srpnu 2009 deník Blesk zveřejnil, že žije v jednom bytě s Janem Novákem (tehdejším vedoucím Úřadu vlády České republiky). Po medializaci výroků odboráře Jaromíra Duška a expremiéra Mirka Topolánka na jaře 2010 se Slamečka přihlásil ke své homosexuální orientaci a k dlouholetému vztahu s Janem Novákem.

## Kritika a aféry

### Nadstandardní odměny, osobní vztahy
V roce 2008 týdeník Ekonom informoval o nadstandardních statisícových odměnách, které ministr dopravy Aleš Řebíček uděloval Slamečkovi v úřednické pozici ředitele Státního fondu dopravní infrastruktury. S těmito odměnami měl Slamečkův příjem přesahovat příjem předsedy vlády. Rovněž v roce 2008 Hospodářské noviny poukázaly na fakt, že ředitel Úřadu vlády Jan Novák, velmi blízký nejbližšímu důvěrníkovi premiéra Topolánka Marku Dalíkovi, ve svém majetkovém přiznání uvedl, že si v roce 2006 půjčil peníze od Gustava Slamečky na nákup nemovitosti ve Špindlerově Mlýně. Šlo o apartmán a bylo to v době, kdy Novák ještě nebyl ve své současné funkci a Slamečka pracoval jako bankéř. Ve stejném objektu jako Novák měl apartmán i Dalík. Články v Hospodářských novinách a Lidových novinách naznačily, že se Slamečka ministrem stal díky svému přátelství s Markem Dalíkem a na jeho doporučení.

### Bezpečnostní riziko
Po Slamečkově jmenování do funkce ministra mnohá média upozornila na skutečnost, že není vůbec českým občanem. Podle ČSSD a bezpečnostních odborníků Františka Bublana a Andora Šándora ministr s cizím státním občanstvím tak mohl pro stát představovat bezpečnostní riziko, protože může být obtížné sehnat informace z jeho minulosti. Později, 5. listopadu 2009 získal také státní občanství ČR; má tedy občanství dvojí, jako již několik českých ministrů před ním. Podle Andora Šándora může být zjištění údajů z jeho minulosti komplikované, protože neexistují spřátelené tajné služby a neví se, jestli ty informace poskytnou.
Až při vydání českého občanského průkazu zjistil, že má v rodném listě zapsánu českou verzi křestního jména Gustav, v ostatních dokumentech včetně slovenského občanského průkazu měl jméno ve slovenské podobě Gustáv, pod níž do té doby po celý život vystupoval.

### Prodloužení monopolu Českých drah
Ministerstvo dopravy pod jeho vedením o 15 let prodloužilo monopol Českých drah v osobní železniční dopravě. Vláda za jeho působení přijala dokument s názvem „Memorandum o zajištění stabilního financování dopravní obslužnosti veřejnou regionální železniční osobní dopravou“, na jehož základě na přelomu listopadu a prosince 2009 ministerstvo i všechny kraje uzavřely bez výběrových řízení dlouhodobé celoplošné smlouvy na provozování dopravy s Českými drahami po dobu 10 let s opcí na dalších 5 let, ačkoliv předtím ministerstvo několik let slibovalo a údajně připravovalo podmínky pro vstup konkurence na trh. K uzavření všech smluv došlo ve dnech bezprostředně předcházejících 3. prosinci 2009, odkdy vstoupilo v platnost nařízení Evropského parlamentu a Rady ES č. 1370/2007, které nařizuje výběrová řízení pro přidělování zakázek ve veřejné železniční dopravě.

### Nezavedení zákazu jízd kamiónů
Kritizován byl také za to, že Fischerově vládě namísto zákazu jízd kamiónů (návrh na novelu zákona vláda stáhla) předložil návrh na zvýšení mýtného. Existuje názor, že z ekonomického hlediska je zvýšení mýtného vůči ostatním nákladům pro dopravce vzhledem k cenám pohonných hmot, amortizaci vozidla, platu řidiče a základní sazbě mýtného naprosto marginální. Proto žádný dopravce nebude nutit řidiče, aby čekal šest hodin na levnější sazbu mýta, jen aby pak ušetřil řádově stokoruny. Navýšení zpoplatnění jen na 2% silnic regulaci nezajistí a hrozí objíždění zpoplatněných dálnic a silnic.

### Nepodložený výrok o regionálních železnicích
Mezi odborníky vyvolal kritiku Slamečkův výrok, že na některých regionálních tratích může být taxi levnější než vlak. Podle kritiků není takové tvrzení možné bez srovnání všech nákladů spojených se silniční a železniční dopravou včetně všech přínosů a škod působených společnosti. Slamečka byl novináři dotázán, na kterých tratích je taxi levnější než vlak a kolik procent prostředků na dopravní infrastruktury je vynakládáno na regionální tratě, ale dostali pouze vyhýbavou odpověď.